# Actinodaphne forrestii
Actinodaphne forrestii är en lagerväxtart som först beskrevs av C.K. Allen, och fick sitt nu gällande namn av André Joseph Guillaume Henri Kostermans. Actinodaphne forrestii ingår i släktet Actinodaphne och familjen lagerväxter. Inga underarter finns listade i Catalogue of Life.